# Wegwielrennen op de Paralympische Zomerspelen 2020 - Tijdrit vrouwen C4
De tijdrit vrouwen C4 bij het wegwielrennen tijdens de XVIe Paralympische Zomerspelen, vond plaats op de Fuji Speedway een racecircuit in de Japanse prefectuur Shizuoka.

## Uitslag
| #      | renster         | renster | tijd     | tijd     |
| ------ | --------------- | ------- | -------- | -------- |
| Goud   | Shawn Morelli   | USA     | 39:33.79 |          |
| Zilver | Emily Petricola | AUS     | 39:43.09 | +9.30    |
| Brons  | Meg Lemon       | AUS     | 41:14.42 | +1:40.63 |
| 4      | Keely Shaw      | CAN     | 42:11.09 | +2:37.30 |
| 5      | Katell Alençon  | FRA     | 44:18.59 | +4:44.80 |
| 6      | Ruan Jinping    | CHN     | 44:55.99 | +5:22.20 |
|        | Anna Taylor     | NZL     | DNF      | DNF      |
|        | Kate O'Brien    | CAN     | DNF      | DNF      |